# 鮑喬微眉䲁
鮑喬微眉䲁，為輻鰭魚綱鳚形目䲁科微眉䲁屬的一種，種名是紀念法國魚類學家、巴黎國立自然歷史博物館助理經理瑪麗-路易絲·博肖（Marie-Louise Bauchot），分布於西大西洋喀麥隆維多利亞灣、赤道幾內亞比奥科島伊莎貝爾港海域，體長可達4.4公分，棲息在沿岸淺水域，以藻類及小型無脊椎動物為食，雌魚產附著性卵，雄魚有護卵行為，生活習性不明。